# Vásárosnaményi II. Rákóczi Ferenc Tisza-híd
A II. Rákóczi Ferenc közúti Tisza-híd Vásárosnamény és az 1969 óta Vásárosnaményhoz tartozó Gergelyiugornya városrész között található, Szabolcs-Szatmár-Bereg vármegyében. 
Az új hidat 2012 végén nyitották meg a forgalom előtt, amely a Nyíregyháza–Beregszász közötti 41-es számú főút forgalmának átkelését biztosítja a Tisza felett a Barabás–Mezőkaszony, Beregsurány–Asztély és a Lónya–Harangláb közötti magyar-ukrán határállomás irányába. 
A létesítmény 4,2 milliárd forintból épült, 100 százalékig hazai forrásból. A 216,6 méter hosszú, két forgalmi sávos acélhídon korszerű közvilágítást alakítottak ki, illetve gyalog- és kerékpárutat is létesítettek a szélén.

## Története

### A híd építésének előzményei
A vásárosnaményi Tisza-átkelés ősidők óta nevezetes és hadászatilag fontos közlekedési pont volt. A naményi révjogot állítólag Zsigmond király 1433-ban adományozta Szepessy Lászlónak, s utána a naményi közbirtokosság gyakorolta azt négy és fél évszázadon át. 
1836-ig a Tiszán való átkelést komppal biztosították, amikor ugyanebben az évben a helyi közbirtokosság híd építése céljából részvénytársaságot alapított és megépítettek egy 142 méter hosszúságú függőműves faszerkezetű hidat, 22-23 méteres nyílásokkal, amely közel ötven évig állt fenn.
A fahidat azonban az 1869. évi árvíz elsodorta, így újra építették. A következő jelentősebb árvíz 1881-ben a fahidat annyira megrongálta, hogy a forgalom elől le kellett zárni és a kocsiforgalmat ismét kompra terelték. Az 1884-es árvíz idején, a folyó felső szakaszáról elszabadult tutajok annyira összetorlódtak a hídnál, hogy azokat robbantással kellett eltávolítani és ekkor a hídszerkezet is leszakadt.
Az állam jóvoltából még ebben az évben lehetőség adódott arra, hogy itt állandó hidat építsenek. Nemzetközi pályázatot követően, az állam a Cathry és Wagner céggel kötött szerződést az új híd megépítésére.
Az első állandó hidat, 1886-ban adták át a forgalomnak, amely egy fapallós pályaszerkezettel ellátott, háromnyílású és konzolos vasszerkezetű, 161,85 méter hosszú híd volt. A vasszerkezet teljes tömege 239,3 tonna, ebből a középső szakasz 56,6 tonna volt. 
A 33 éves híd középnyílását megszálló intervenciós csapatok 1919. április 24-én felrobbantották.
A Trianoni békediktátumot követően az újjáépítés egyre sürgősebbé vált, mert a trianoni országhatár és a Tisza közé bezárt Csonka-Bereg vármegye 24 községét csak ezen a hídon keresztül lehetett megközelíteni. 1921. április végén a hidat forgalomképes állapotba helyezték és május 12-én adták át ünnepélyesen a forgalomnak, amelyet az akkor érvényes hídszabályzatnak megfelelően, egy középen áthaladó 20 tonnás gőzekére méretezték.
1926. január 29-én II. Rákóczi Ferencről nevezték el a hidat annak emlékére, hogy a fejedelem és serege 1703-ban itt kelt át a Tisza gázlóján, használva a vízimalom tutaját és a rév kompját is. 
Az idő múlásával kimosódások keletkeztek a mederpillérek körül, ezért egy 41 méteres nyílást építettek a meglévő hídhoz, meghosszabbítva ezzel Gergelyiugornya irányába. Az 1933-tól tartó munka során, négy éven át erősítgették a hidat, melyhez új pneumatikusan alapozott beton pillért építettek, valamint a fapalló helyett vasbeton pályalemezt készítettek. Az építés alatt a forgalom folyamatos volt. A hídhosszabbítás munkáihoz a jobb parton „S” nyomvonalú, megkerülő fahidat építettek. A meghosszabbított és átépített híd mindössze nyolc éven át működött, amikor a második világháborúban a visszavonuló német csapatok 1944. november 28-án felrobbantották. A szerkezet annyira megsérült, hogy annak helyreállítása fel sem merülhetett.
1949-re készült el egy újabb, a régi alépítményekre épített, de új anyagból készített még korszerűbb híd, amelynek főnyílása 101 méteres volt. Építésekor ez a híd volt Magyarország a legnagyobb hegesztett hídszerkezete. Az újjáépítendő híd megtervezésére Tantó Pál és Hilvert Elek okleveles mérnökök kaptak megbízást. A felszerkezetet Győrben gyártották le nagy egységekben (a legnagyobb elem 20 tonna volt, 22 méter hosszúsággal és 3 méteres magassággal), melyeket vasúton szállítottak Vásárosnaményba. A hidat 1949. november 6-án nyitották meg a forgalom előtt.
A híd átadása után rövidesen, 1951-ben a Mélyépterv statikai vizsgálatot végzett az új, 1950. évi hídszabályzat szerinti 
terhelésre és szakvélemény kimutatta a kereszttartók és a pályaszerkezet megerősítésének szükségességét. 1952-ben el is készültek a megerősítés tervei és a győri Wilhelm Pick gyár felkérést kapott a munka elvégzésére, azonban anyagengedély hiányában az erősítés elmaradt.
1969 és 1970 között, az akkor 20 éves felszerkezeten rácsrudakkal és szegecselt övlemezzel erősítették meg a híd kereszttartóit. Az építési munkát a Közúti Gépellátó Vállalat végezte.
A hídfők egyenlőtlen süllyedései miatt a felszerkezet befeszült, a szélső nyílások konzoltartóiban túlterheléseket és repedéseket okozott, ezért 1981-1982-ben ismét felújítás kezdődött. A munkák idejére a forgalmat pontonhídra terelték. A terveket Kovács Zsolt készítette.
A következő felújításra és megerősítésre 1992 és 1993-ban került sor. 2005-ben a közútkezelő elkészítette a híd pályaszerkezetének acél 
ortotrop (egyenes helyzetű) pályalemezzel való kicserélésének tanulmánytervét. Ennek során szélesebb járdakonzolok épültek volna, kerékpárút átvezetéssel. A híd fő tartóeleme azonban megrepedt, ezért 2009. március 4-én lezárták a forgalom elől. Még ebben az évben olyan minisztériumi döntés született, hogy a régi híd rideg, törésre hajlamos alapanyaga miatt, mielőbb új híd építése szükséges. A szakértők szerint a híd teljes felújítása nem lett volna gazdaságos, ezért új átkelő építését határozták el.

### A legújabb híd építése

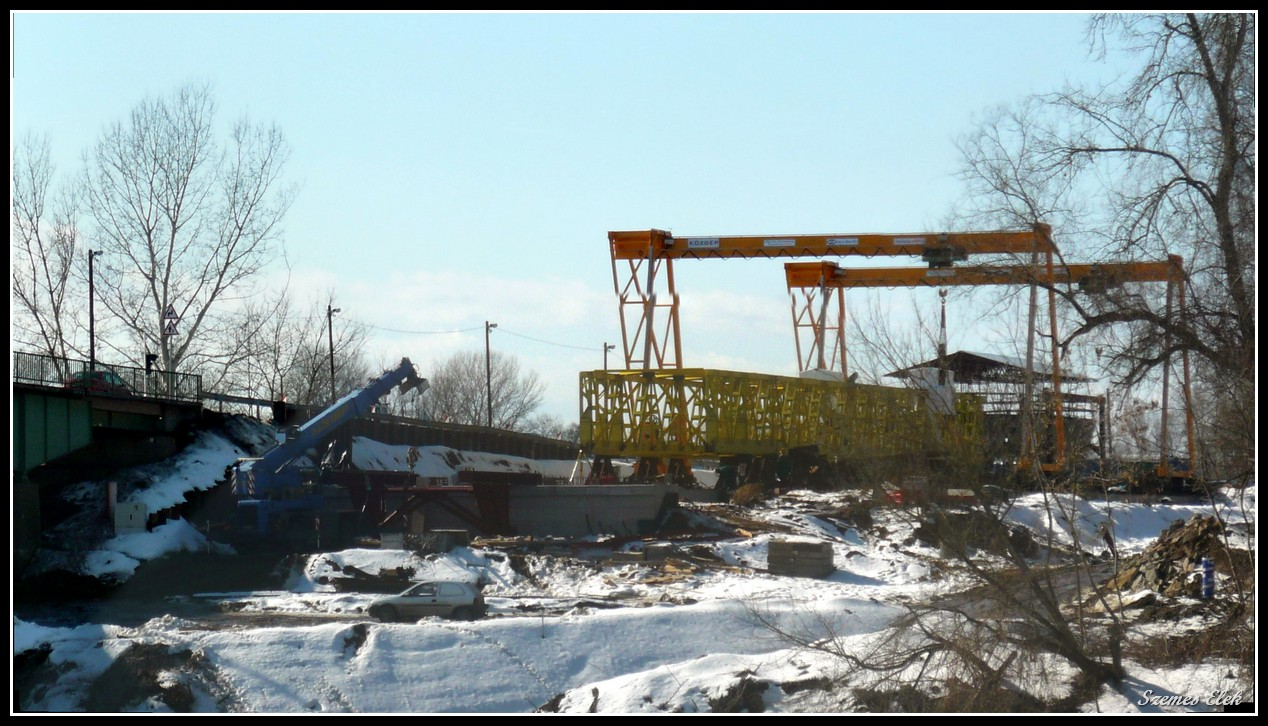
Az új vásárosnaményi Tisza-híd építése 2012-ben

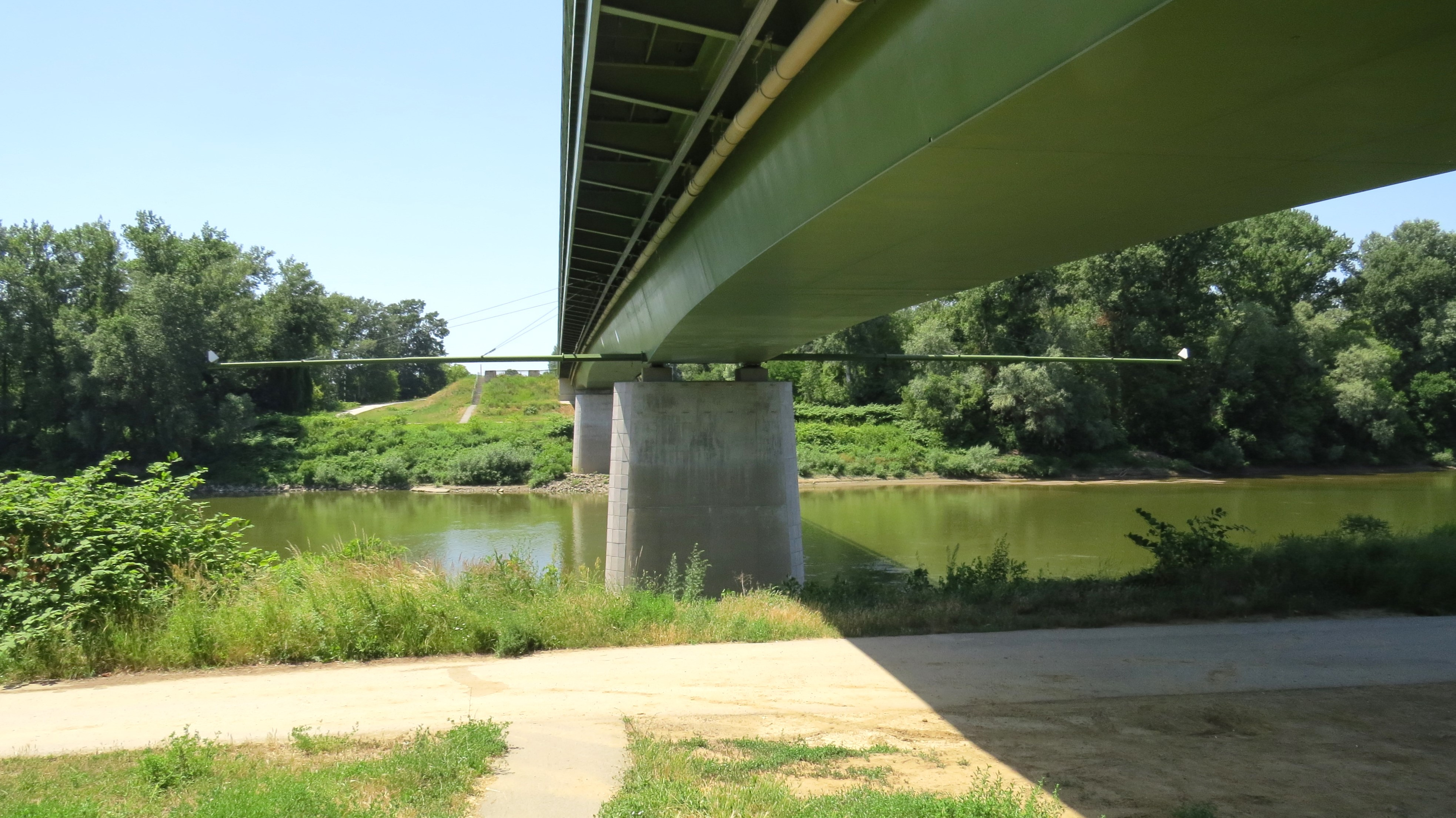
A vásárosnaményi Tisza-híd alulnézetből

A vásárosnaményi Tisza-híd történetében ez már a nyolcadik jelentősebb beavatkozás. A tanulmánytervi döntés után, 2010 januárjában kezdődött el az engedélyes tervek készítése. A híd terveit a Pont-TERV Zrt. készítette.
A beruházó a Nemzeti Infrastruktúra Fejlesztő Zrt. 2011. március 9-én meghirdette az új Tisza-híd és csatlakozó munkáinak kivitelezését. A közbeszerzésre négy pályázat érkezett.
A Nemzeti Infrastruktúra Fejlesztő Zrt. 2011. július 3-án a KÖZGÉP Zrt. és az  A-Híd Zrt. alkotta konzorciummal kötött szerződést nettó 4,2 milliárd Ft értékben.
A híd kiviteli terveit 2011. június 17-én hagyta jóvá a Nemzeti Közlekedési Hatóság, augusztus 26-án pedig kiadta a híd építési engedélyét. 2011. július 22-én a nyertes vállalkozó átvette a munkaterületet, ezzel megkezdődött az új, vásárosnaményi II. Rákóczi Ferenc Tisza-híd megvalósítása.
A háromnyílású hídat közvetlenül a régi híd mellett kezdték el építeni, annak kifolyási (északi) oldalán. Az új híd folytatólagos főtartójú, szekrény keresztmetszetű acél gerendahíd és a régi szerkezet támaszkiosztását követték. A két szélső pillért viszont elhagyták, növelve ezzel a folyó átfolyási szelvényét. A hídfő mögötti szerelőtérre Budapestről érkeztek a 16 méter hosszú gyári szerelési egységek, melyekből az új hidat készre hegesztették. 50 méter hosszú betolócsőr és ferdekábeles segédpilon segítségével közbenső alátámasztás nélkül tolták be az új hidat a négy új alépítményre. A betolás során a konzolos kinyúlás közel 94 méter volt. A híd gyalogos és kerékpárút átvezetéssel épült, melynek teljes szélessége 14,70 méter (4,15 m gyalogjárda/kerékpárút + 8,50 m kocsipálya + 1,50 m üzemi járda), támaszközei 56,92 + 101,76 + 57,02 m. A híd teherbírása korlátozás nélküli. 
Az új II. Rákóczi Ferenc Tisza-hidon 2012. december 21-én indult meg a forgalom, a régi hidat pedig 2013-ban bontották el. 
A régi szerkezet teljes elbontása után, 2013. június 21-én fejeződött be teljesen az új híd építése.